# Igreja de São Lourenço (Socorro)
A Igreja de São Lourenço, no Largo da Rosa, na freguesia de Santa Maria Maior, anteriormente na freguesia do Socorro, em Lisboa, em 1258 ou 1271, foi fundada por João Peres (Nogueira), onde jaz com sua mulher, com o seguinte letreiro: «Aqui jaz o M. e João das Leis Conselheiro do Rei D. Afonso IV de Portugal Padroeiro desta Igreja, e Provedor da Capela».
No século XVII dá-se início à construção do Palácio da Rosa, que se desenvolve em articulação com a Igreja.
O conjunto constituído pelo Palácio da Rosa e Igreja de São Lourenço (incluindo toda a área de jardins) está classificado desde 2012 como Monumento de Interesse Público.